# Улица Вяйке-Амеэрика
У́лица Вя́йке-Аме́эрика (эст. Väike-Ameerika tänav — Малая Американская улица) — улица в Таллине, столице Эстонии.

## География
Пролегает в микрорайоне Уус-Мааильм городского района Кесклинн. Начинается от Пярнуского шоссе, пересекается с улицами Вирмализе, Тоом-Кунинга и Кеск-Амеэрика, Луха и Койду и заканчивается на перекрёстке с улицей Техника недалеко от железнодорожной остановки «Лиллекюла». 
Протяжённость улицы — 831 м.

## История
Как и параллельно идущая улица Суур-Амеэрика, так и улица Вяйке-Амеэрика получила своё название по располагавшемуся рядом с ней в XVIII—XIX веках постоялому двору-корчме с названием «America». Официально её название зафиксировано в 1885 году как  эст. Veike-Ameerika tänav, немецкое написание названия — нем. Kleine Amerikastraße. В 1908 году упоминается как эст. Väike-Amerika tänav,  1910 году — как эст. Veike-Amerika tänav. С 27 июня 1950 года до 18 октября 1991 года была частью улицы Кийре (эст. Kiire tänav).

## Общественный транспорт
По улице курсирует городской автобус маршрута № 32.

## Застройка
Застройка улицы сильно пострадала в ходе бомбардировок Таллина в 1944 году. В настояще время начальный отрезок улицы в основном застроен четырёхэтажными жилыми домами 1948—1961 годов постройки, в конце улицы сохранились двухэтажные довоенные деревянные дома.
Между улицей Вяйке-Амеэрика и Суур-Амеэрика расположено построенное в 2017 году на месте здания Министерства финансов ЭР (ранее — Госплана ЭССР) 14-этажное офисное здание с двумя подземными этажами и общей площадью 29 200 м² (адрес: Suur-Ameerika tn 1/ Väike-Ameerika tn 2). В нём расположились четыре министерства: социальных дел, финансов, юстиции, экономики и коммуникаций. Здание является домом с нулевым потреблением энергии.

## Предприятия и учреждения
- Продуктовый магазин торговой сети «Grossi Toidukaubad»[эст.], Väike-Ameerika tn 6.
- Logopeedipunkt OÜ — логопедическая помощь, Väike-Ameerika tn 8[9].
- Магазин азиатской кухни «A&A Asian Food Store», Väike-Ameerika tn 30[10].
- Детский сад «Tallinn International Kindergarten», Väike-Ameerika tn 39-2[11].

Улица Вяйке-Амеэрика
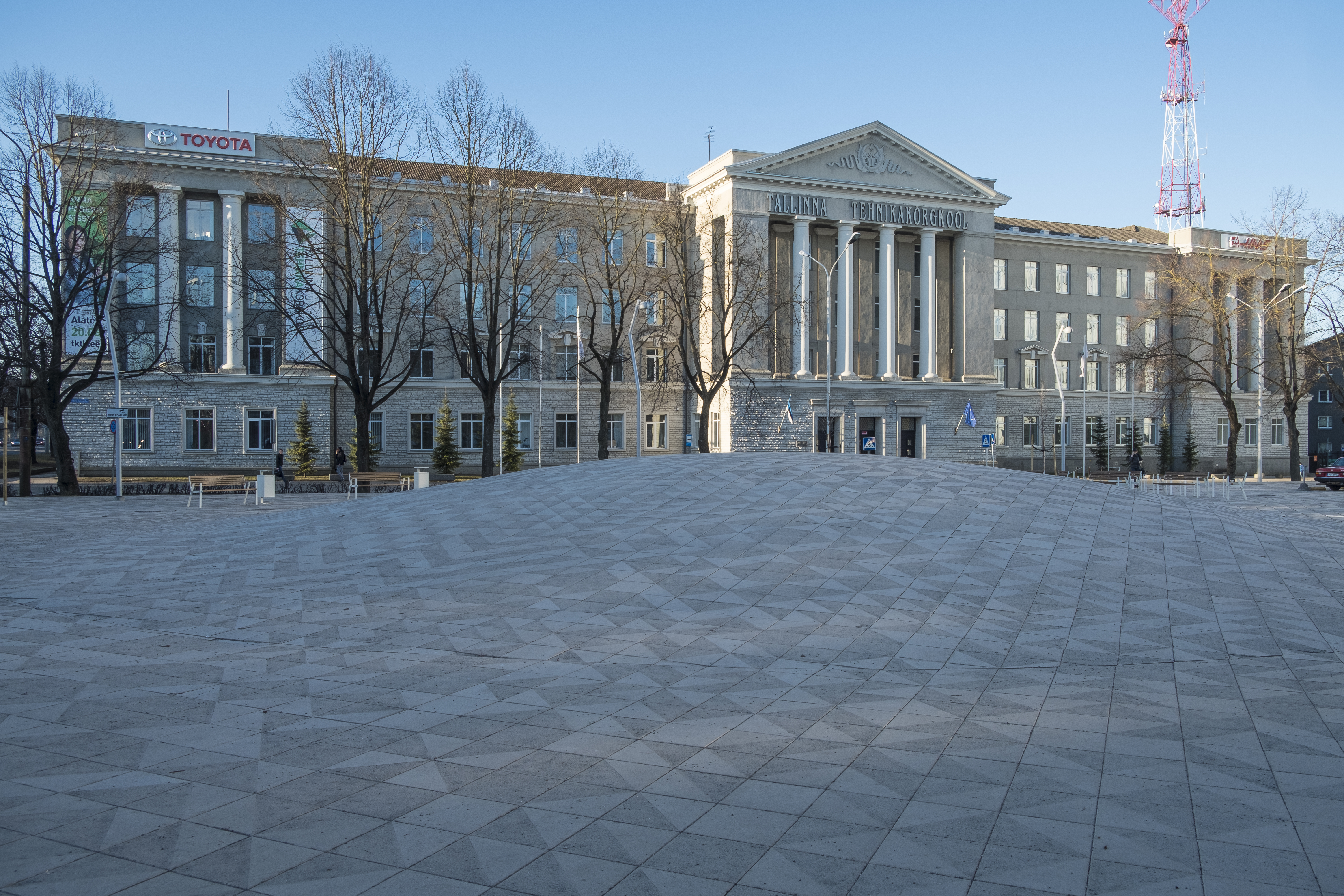
В начале улицы расположено здание Таллинской высшей технической школы (рег. адрес: Пярнуское шоссе 62)
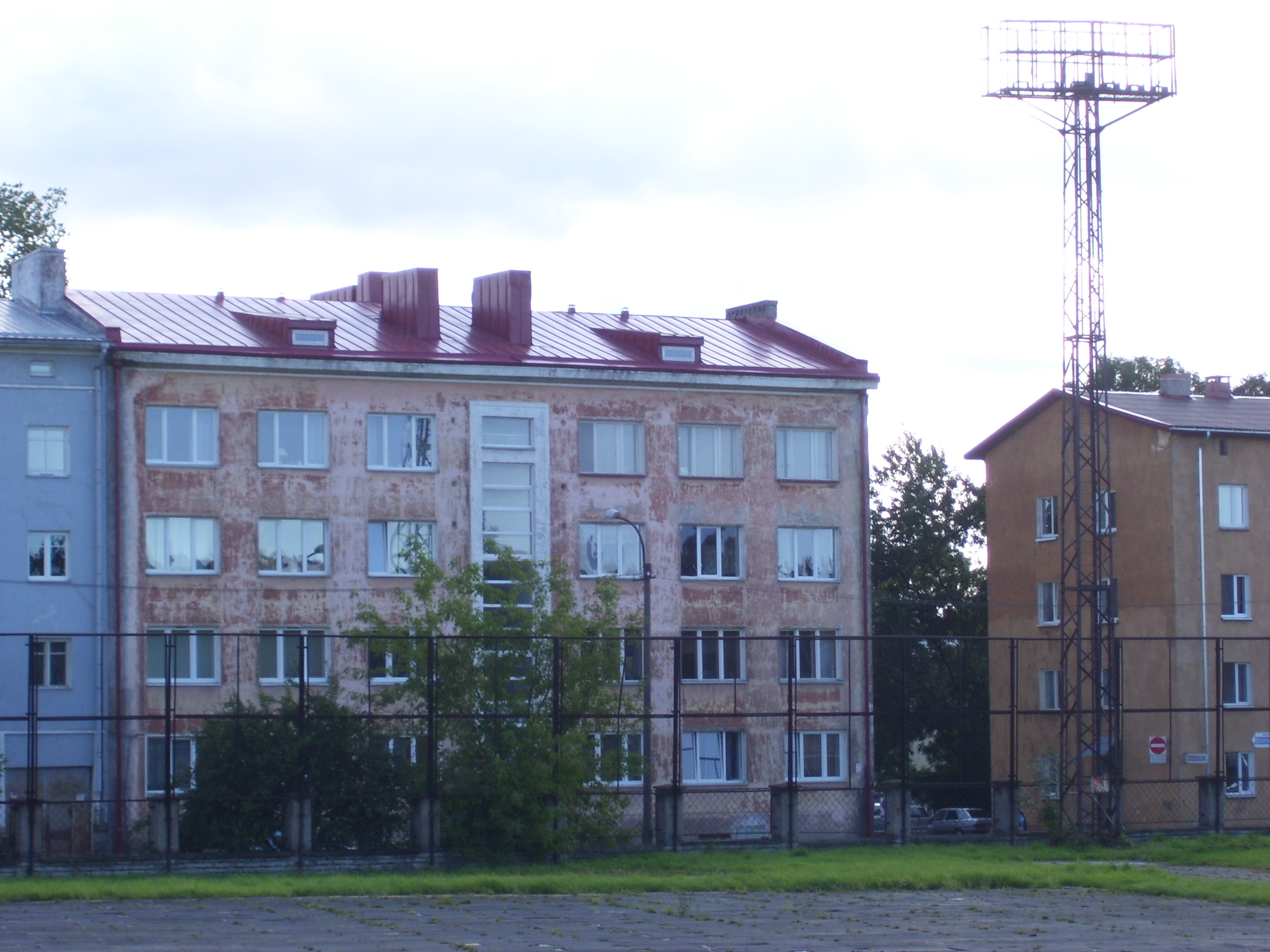
Дом 7 в 2007 году (построен в 1948 году)
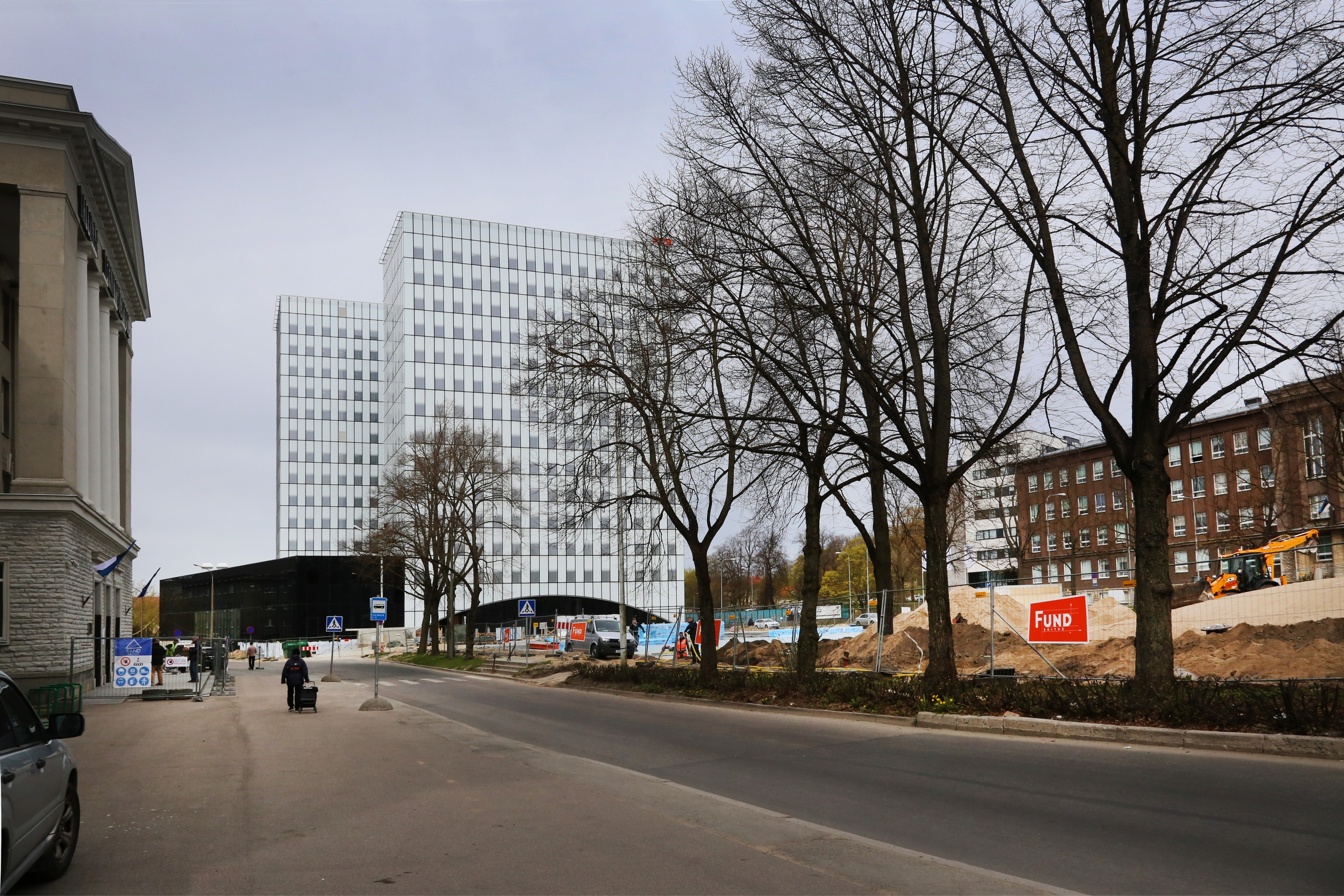
Строительство министерского здания, 2017 год. Вид со стороны улицы Вяйке-Амеэрика